# PRODUCE 48 - FINAL
《PRODUCE 48 - FINAL》은 엠넷의 서바이벌 리얼리티 프로그램 《PRODUCE 48》 참가자들의 미니 앨범이다. 2018년 9월 1일 스톤뮤직 엔터테인먼트를 통해 공개되었다.

## 개요
2018년 8월 31일 생방송으로 방송된 《PRODUCE 48》의 마지막 회에서, 96명의 연습생 중 시청자 투표를 거쳐 해당 회의 방영 시까지 생존한 20명이 부른 노래가 실려 있다. 앞의 두 곡은 스무 명의 연습생이 두 팀으로 나뉘어 각각 부른 곡이다.(방송 내에서 ‘데뷔 평가’라고 한다.) 〈꿈을 꾸는 동안 (夢を見ている間)〉은 데뷔 평가가 끝난 이후 모두가 같이 부른 발라드 곡으로, 무대에서 연습생들은 1절은 한국어, 2절은 일본어로 불렀다. 본 음반에는 한국어 버전과 일본어 버전이 따로 수록되었다.

## 수록 내용
| #            | 제목                                                | 작사            | 작곡                    | 편곡         | 언어  | 재생 시간 |
| ------------ | --------------------------------------------------- | --------------- | ----------------------- | ------------ | ----- | --------- |
| 1.           | 〈앞으로 잘 부탁해〉 (We Together)                  | 백곰 빼꼼       | 백곰 박기태             | 한국어       | 4:04  |           |
| 2.           | 〈반해버리잖아?〉 (好きになっちゃうだろう？)        | 아키모토 야스시 | 하야카와 히로타카 Belex | 일본어       | 4:10  |           |
| 3.           | 〈꿈을 꾸는 동안 (夢を見ている間)〉 (Korean Ver.)   | 아키모토 야스시 | 이기 용배               | 한국어       | 3:28  |           |
| 4.           | 〈꿈을 꾸는 동안 (夢を見ている間)〉 (Japanese Ver.) | 아키모토 야스시 | 이기 용배               | 일본어       | 3:28  |           |
| 총 재생 시간 | 총 재생 시간                                        | 총 재생 시간    | 총 재생 시간            | 총 재생 시간 | 15:10 |           |

1. ↑  이채연, 타케우치 미유, 혼다 히토미, 조유리, 김민주, 박해윤, 안유진, 야부키 나코, 장원영, 미야자키 미호
2. ↑  최예나, 김채원, 미야와키 사쿠라, 한초원, 권은비, 이가은, 시로마 미루, 타카하시 쥬리, 강혜원, 시타오 미우

## 차트

### 앞으로 잘 부탁해 (We Together)
| 차트 (2018)                 | 최고 순위 |
| --------------------------- | --------- |
| 대한민국 (가온 차트 (주간)) | 87        |

### 반해버리잖아? (好きになっちゃうだろう？)
| 차트 (2018)                 | 최고 순위 |
| --------------------------- | --------- |
| 대한민국 (가온 차트 (주간)) | 91        |

### 꿈을 꾸는 동안 (夢を見ている間) (Korean Ver.)
| 차트 (2018)                 | 최고 순위 |
| --------------------------- | --------- |
| 대한민국 (가온 차트 (주간)) | 80        |